# Randa Abu Bakr
Randa Abu Bakr (auch Randa Abou-Bakr; * 1966 in Kairo) ist eine ägyptische Literaturwissenschaftlerin. Sie hat eine Professur für Anglistik und wurde in einer universitätsintern organisierten Wahl Anfang Juni 2011 zu Dekanin der Fakultät für Geisteswissenschaft an der Universität Kairo ernannt. Ihre Wahl erregte international Aufsehen. Kurze Zeit später wurde sie aber wieder abgesetzt.

## Leben
Abu Bakr ist eine bekannte Aktivistin der Revolution 2011.
Randa Abu Bakr wurde Anfang Juni 2011, kurz nach der akuten Phase der Revolution, per Eigeninitiative der mehr als 300 Professoren und wissenschaftlichen Mitarbeiter der Fakultät für Geisteswissenschaft und gegen den Willen der Universitätsleitung aus sieben Kandidaten gewählt. Sie war unter diesen die einzige Frau. Allerdings intervenierte danach das Kulturministerium, erklärte die Wahl für ungültig weil Abu Bakr Mitglied der Bewegungen des 9. März sei. Es wurden neue, landesweit gültige Regeln für die Wahl des Dekans festgelegt, die jemand anderer gewann.

## Schriften
- The Conflict of Voices in the Poetry of Dennis Brutus and Mahmud Darwish. A Comparative Study. Wiesbaden: Reichert, 2004. ISBN 3-89500-372-7